# Brian Does Hollywood
Brian Does Hollywood (titulado Brian se hace Hollywood en España y Brian en Hollywood en Hispanoamérica) es el segundo episodio de la tercera temporada de la serie Padre de familia emitido en FOX el 18 de julio de 2001. El episodio es la continuación del capítulo anterior en el que Brian se marcha de Quahog para probar fortuna en Hollywood como guionista, pero pronto descubre que es más difícil de lo que pensaba hasta que encuentra trabajo como director de películas porno.
El episodio está escrito por Gary Janetti y dirigido por Gavin Dell. Como artistas invitados, prestan sus voces a sus respectivos personajes: Gary Cole, Louise DuArt, Olivia Hack, Jenna Jameson, Ron Jeremy y Ray Liotta entre otros actores habituales de la serie.

## Resumen

### Fake previo
El episodio comienza donde se dejó la acción, pero incluyendo un fake del episodio anterior que poco tiene que ver con lo que pasó en realidad ya que se muestran escenas que no habían sucedido, parodiando películas y series norteamericanas como Miami Vice. Al final del fake se ven a los Griffin leyendo una carta en la que dice que Brian se va a Los Ángeles a encontrarse a sí mismo.

### Argumento
Desde que dejó Quahog para prosperar en la vida, Brian se muda a vivir con su primo Jasper en Los Ángeles en donde intenta probar suerte como guionista, sin embargo la situación es distinta: es incapaz de encontrar algún productor al que le interese sus obras por lo que decide mentir a los Griffin para que no se sientan avergonzados de él mientras sigue trabajando en puestos mediocres (camarero, limpiacoches...) hasta que al verle desesperado, Jasper le consigue un trabajo como director. Ilusionado por empezar, enseguida descubre que su trabajo consiste en dirigir películas pornográficas.

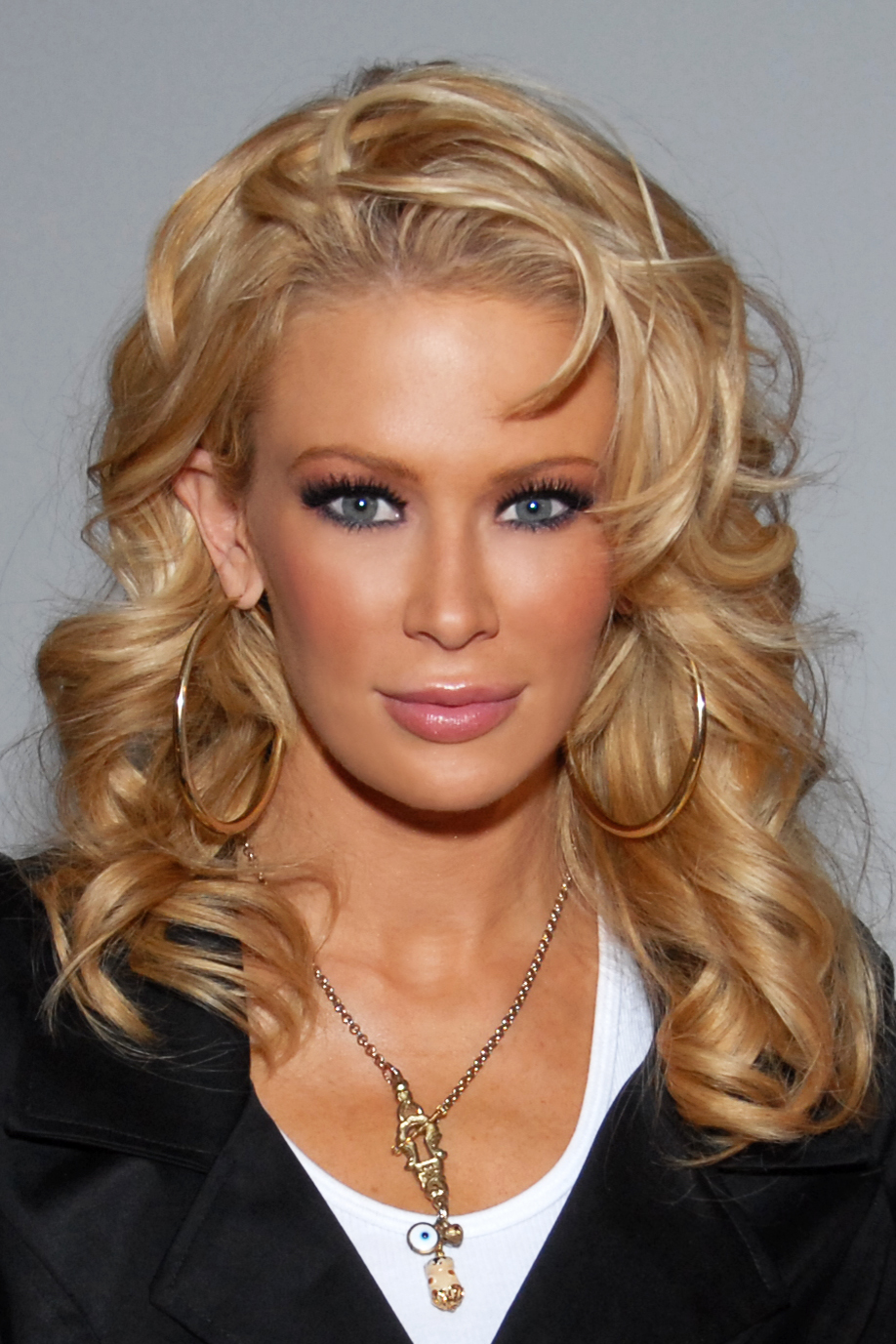
Jenna Jameson prestó la voz a su homónimo personaje.

De vuelta a Quahog, los Griffin ven en televisión la oportunidad de viajar a Los Ángeles para visitar a Brian cuando un programa infantil busca niños a los que entrevistar por la región de Nueva Inglaterra (incluyendo Rhode Island) por lo que Peter y Lois preparan a Stewie para el programa. Stewie decide aprovechar que el programa se emite para todo el país para probar unas gafas de hipnosis ante el público y los televidentes. Sin embargo, el presentador: Bill Cosby le arruina el plan cuando empieza a tontear con las gafas pensando que se trata de un juguete.
Por otro lado, Brian descubre que su familia ha venido a la ciudad para visitarle, sin embargo intenta ocultarles la verdad ante el temor de que no lo aprueben. Tal comportamiento del can hace que Peter y Lois piensen que al ser famoso ya no los quieren en sus vidas. Al volver de los estudios de grabación, Brian empieza a avergonzarse de su comportamiento hasta que Jasper le comunica que le han nominado al Mejor director revelación de cine X. No obstante, Brian sigue sin comunicárselo a los Griffin, los cuales acaban dándose cuenta cuando el primo de este se pone en contacto con los Griffin. Finalmente estos acuden a la gala donde se encuentran a Brian decaído por el trato que les dio. No obstante, Lois acepta su vocación aunque no la apruebe y tanto ella como su marido le consuelan hasta que el presentador del festival anuncia que el can se hace con la estatuilla.
Al final del episodio, todos deciden volver a casa con un souvenir de recuerdo, destacando a Peter, quien secuestra a Jenna Jameson.

## Producción
Brian Does Hollywood está escrito por Gary Janetti y dirigido por Gavin Dell.
Aparte del reparto habitual, los actores: Gary Cole, Luise DuArt, Olivia Hack, Ray Liotta y los actores porno Jenna Jameson y Ron Jeremy fueron invitados al episodio. Entre los actores habituales se encuentran Kevin Michael Richardosn y el guionista Danny Smith.